# Potaro-Siparuni
Potaro-Siparuni, Region 8 – jeden z dziesięciu regionów Gujany położony w środkowo-zachodniej części państwa. Na północy graniczy z regionem Cuyuni-Mazaruni, od wschodu z Upper Demerara-Berbice i East Berbice-Corentyne, od południa z Upper Takutu-Upper Essequibo, a od zachodu z brazylijskim stanem Roraima. Stolicą regionu jest Mahdia. Pozostałe miejscowości to m.in. Kangaruma, Orinduik, Potaro Landing, Saveretik i Tumatumari.

## Geografia
Przez region przepływają rzeki Potaro, Siparuni, Konawaruk, które są dopływami Essequibo oraz Ireng leżąca w dorzeczu Amazonki. Większość obszaru zajmuje porośnięte lasami równikowymi pasmo górskie Wyżyny Gujańskiej, Pacaraima. Dużym zainteresowaniem ze strony turystów cieszą się wodospady Kaieteur i Orinduik.

## Gospodarka
Mieszkańcy regionu zatrudnieni są głównie w górnictwie i leśnictwie. Wydobywa się tu przeważnie złoto i diamenty. Największą firmą wydobywczą w regionie jest Mazda Mining Company Ltd. Przedsiębiorstwa takie to, działają często na szkodę ekosystemu rzek, szczególnie Konawaruk i Essequibo. W regionie swoją działalność prowadzi Iwokrama Rainforest Project, organizacja non-profit, która wspiera ochronę miejscowej przyrody i zrównoważoną eksploatację zasobów leśnych do rozwoju kraju poprzez pozyskiwanie drewna.

## Demografia
Rząd gujański, od czasu reformy administracyjnej w 1980 r., przeprowadzał do tej pory spisy ludności czterokrotnie, w 1980, 1991, 2002 i 2012 r. Według ostatniego spisu populacja wynosiła 10 190 mieszkańców. Potaro-Siparuni jest najmniejszym regionem pod względem populacji i szóstym pod względem powierzchni. Jest trzecim najrzadziej zaludnionym regionem Gujany po Upper Takutu-Upper Essequibo i Cuyuni-Mazaruni.
| Rok  | Populacja |
| ---- | --------- |
| 2012 | 10 190    |
| 2002 | 10 095    |
| 1991 | 5 616     |
| 1980 | 4 485     |

## Miejscowości
Miejscowości w regionie Potaro-Siparuni:

- Arnik Village
- Campbelltown
- Chenapou (Chenapowu Village)
- El Paso
- Enaruko Village
- Holmia
- Ipichau (Ipishau, Ipisháu, Ipisiau Village)
- Itabac
- Kamana Village
- Kanapang Village

- Kangaruma
- Karisparu Village
- Kato (Kato Village, Karto)
- Kopinang Mission
- Kukuieng (Kukui-Eng Village)
- Kurikebaru (Kurikebary, Kurukabaru, Kurukabaru Village)
- Mahdia
- Maicobi
- Maipuri Landing
- Makari

- Monkey Mountain
- Orinduik
- Owenteik
- Paramakatoi (Paramahatoi)
- Potaro Landing
- Princeville
- Puwa (Puwa Village)
- Saint Mary (Saint Mary's)
- Saveretik

- Sisipelin (Sisipelin Village)
- Taruka
- Tumatumari
- Tumatumari Landing
- Velgrad
- Waipa Village
- Wandaik (Wandaik Village)
- Wandapa (Wandapa Village, Waudapa Village)
- Wiapri